# 生活圏
生活圏（せいかつけん）は、人が社会的存在として行動する範囲・地域を指し、日常生活とその延長（遠出しない余暇や娯楽など）を営む空間である。重要な要素として、他人との係わりが含まれる。
ドイツ語のLebensraum、あるいはLebenskreis、Lebenssphaereなどの訳語で、地政学における国家の生存圏と同じ語だが、日本語としては行政用語で多用されている（例：広域生活圏、防災生活圏、高齢者の生活圏、地方生活圏）
本家ドイツでは、家庭での夫婦の距離感にも用いられるという。
生態学では、人類を含む生物が活動できる空間、の意味で使用する場合がある。